# Екстрений медичний реагувальник
Екстрені медичні реагувальники (ЕМР) (англ. Emergency medical responders, EMR) — спеціально треновані особи для надання догоспітальної допомоги людям у невідкладних станах. Із усього персоналу екстрених служб вони проходять найкоротше навчання по наданню допомоги, мають найменше клінічного досвіду чи клінічних навичок. Вони не можуть замінити екстрених медичних техніків чи парамедиків. Проте екстрені медичні реагувальники — важлива ланка у ланцюгу виживання, оскільки цей рівень навчання зазвичай мають поліцейські, пожежники та інші особи, обов'язком яких є надання першої допомоги. У деяких країнах персонал екстреної медичної допомоги сільської місцевості також може складатись із людей такої кваліфікації. Іноді також може використовуватись застарілий термін «Сертифікований перший реагувальник» (англ. Certified First Responders, CFR).
В Україні відсутній термін «Екстрений медичний реагувальник», проте йому відповідають особи, які згідно із Законом України «Про екстрену медичну допомогу» зобов'язані надавати домедичну допомогу людині у невідкладному стані. Це рятувальники аварійно-рятувальних служб, працівники державної пожежної охорони, поліцейські, фармацевтичні працівники, провідники пасажирських вагонів, бортпровідники та інші особи, які не мають медичної освіти, але за своїми службовими обов'язками повинні володіти практичними навичками надання домедичної допомоги. МОЗ України у березні 2017 року затвердило нові навчальні програми для підготовки таких осіб.

## Загальні терміни

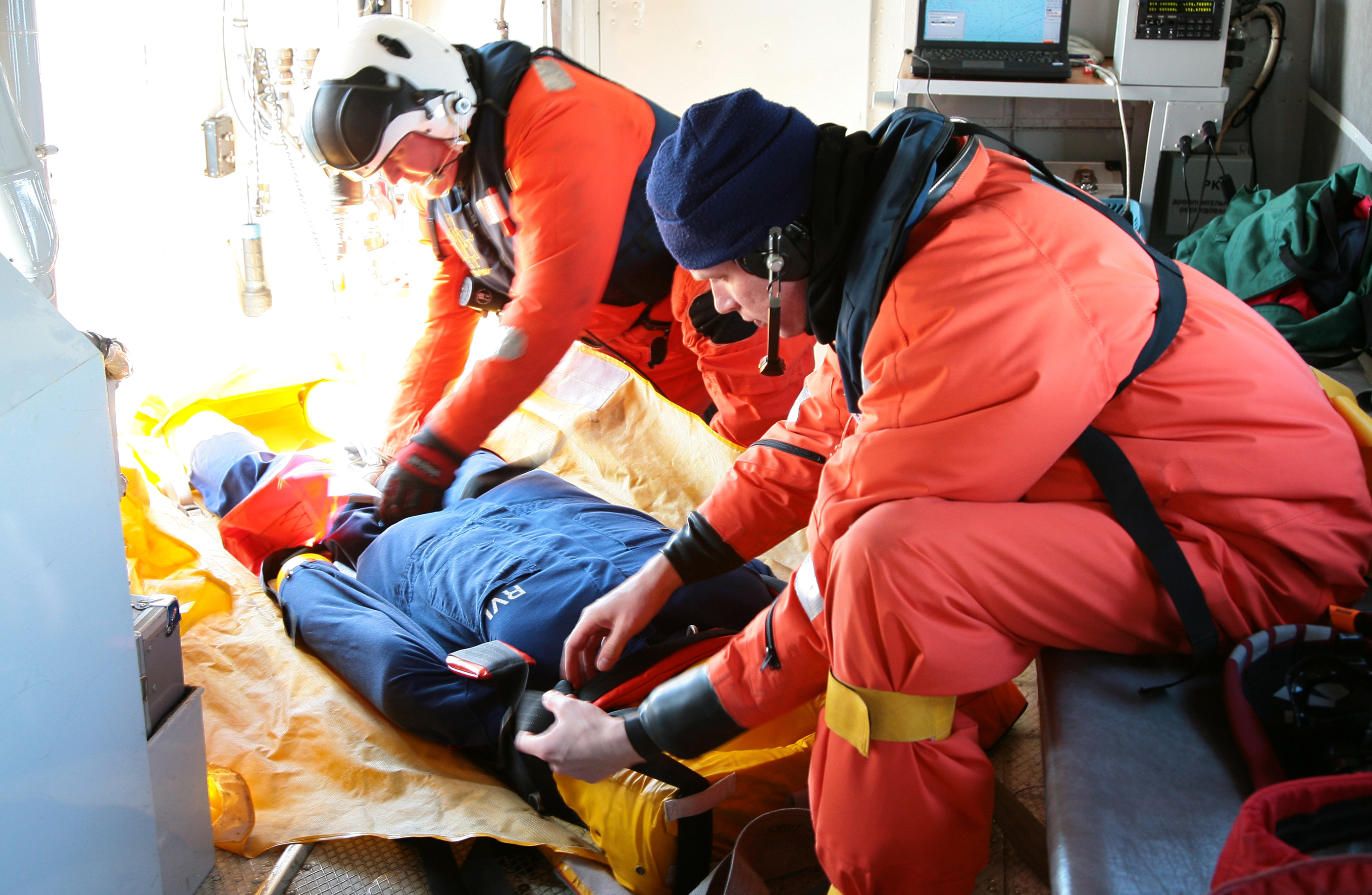
Навчання поліцейських та прикордонників наданню допомоги постраждалим у Естонії.

«Екстрений медичний реагувальник» — це широкий термін, що з одного боку вказує певний рівень сертифікації, але й також осіб, що реагують на невідкладні стани.
У вузькому значенні екстрений медичний реагувальник — це кваліфікаційний рівень у Екстреній медичній службі, нижче рівня екстреного медичного техніка та парамедика. Існує безліч різних видів екстрених медичних реагувальників, кожен з яких має різні рівні підготовки, що коливаються від першої допомоги до базової підтримки життя.
У значно ширшому значенні при використанні у західних країнах — перший реагувальник — це особа, що першою надає допомогу пацієнтам при невідкладних медичних станах. Це може бути перехожий, пожежник, поліцейський, персонал  екстреної медичної допомоги.
|                                                                                            | Екстрений медичний реагувальник | Екстрений медичний технік           | Парамедик                                                          |
| ------------------------------------------------------------------------------------------ | ------------------------------- | ----------------------------------- | ------------------------------------------------------------------ |
| Тривалість навчання                                                                        | кілька тижнів                   | близько місяця                      | 3-4 роки                                                           |
| Місце роботи                                                                               | ДСНС, Національна поліція, тощо | бригади екстреної медичної допомоги | бригади екстреної медичної допомоги, відділення екстреної допомоги |
| Компетенції                                                                                |                                 |                                     |                                                                    |
| Зупинка кровотечі                                                                          |                                 |                                     |                                                                    |
| Прямий тиск                                                                                | Purple tick                     | Purple tick                         | Purple tick                                                        |
| Тиснуча пов'язка                                                                           | Purple tick                     | Purple tick                         | Purple tick                                                        |
| Накладання джгута                                                                          | Purple tick                     | Purple tick                         | Purple tick                                                        |
| Дихальні шляхи                                                                             |                                 |                                     |                                                                    |
| Прийом Геймліха                                                                            | Purple tick                     | Purple tick                         | Purple tick                                                        |
| Закидання голови — виведення підборіддя                                                    | Purple tick                     | Purple tick                         | Purple tick                                                        |
| Перевірка прохідності дихальних шляхів                                                     | Purple tick                     | Purple tick                         | Purple tick                                                        |
| Маневр Селіка                                                                              | Purple tick                     | Purple tick                         | Purple tick                                                        |
| Ручне очищення верхніх дихальних шляхів                                                    | Purple tick                     | Purple tick                         | Purple tick                                                        |
| Постановка назофарингеального повітроводу                                                  | Purple tick                     | Purple tick                         | Purple tick                                                        |
| Постановка орофаригеальгого повітроводу                                                    | Purple tick                     | Purple tick                         | Purple tick                                                        |
| Очищення дихальних шляхів за допомогою відсмоктувача                                       |                                 | Purple tick                         | Purple tick                                                        |
| Постановка ларингеальної маски / ларингеальної трубки                                      |                                 | Асистування                         | Purple tick                                                        |
| Інтубація трахеї                                                                           |                                 | Асистування                         | Purple tick                                                        |
| Хірургічне відновлення прохідності дихальних шляхів                                        |                                 | Асистування                         | Purple tick                                                        |
| Видалення стороннього тіла методом ларингоскопії з використанням щипців Маггіла            |                                 | Асистування                         | Purple tick                                                        |
| Дихання                                                                                    |                                 |                                     |                                                                    |
| Використання кисневої маски та назальної канюлі                                            | Purple tick                     | Purple tick                         | Purple tick                                                        |
| Штучна вентиляція легень за допомогою плівки-клапана чи кишенькової маски                  | Purple tick                     | Purple tick                         | Purple tick                                                        |
| Використання мішка типу Амбу/ручна вентиляція                                              | Purple tick                     | Purple tick                         | Purple tick                                                        |
| Апаратна штучна вентиляція легень з ручним тригером                                        |                                 | Моніторинг / асистування            | Purple tick                                                        |
| Апаратна штучна вентиляція легень в автоматичному режимі                                   |                                 | Моніторинг / асистування            | Purple tick                                                        |
| Капнографія                                                                                |                                 |                                     | Purple tick                                                        |
| Голкова декомпресія напруженого пневмотораксу                                              |                                 |                                     | Purple tick                                                        |
| Торакальний дренаж                                                                         |                                 |                                     | Моніторинг                                                         |
| Кровообіг                                                                                  |                                 |                                     |                                                                    |
| Вимірювання пульсу                                                                         | Purple tick                     | Purple tick                         | Purple tick                                                        |
| Мануальна серцево-легенева реанімація, у тому числі дитяча                                 | Purple tick                     | Purple tick                         | Purple tick                                                        |
| Непрямий масаж серця із використанням допоміжних пристроїв                                 |                                 | Асистування                         | Purple tick                                                        |
| Дефібриляція в автоматичному режимі                                                        | Purple tick                     | Purple tick                         | Purple tick                                                        |
| Дефібриляція в ручному режимі                                                              |                                 | Асистування                         | Purple tick                                                        |
| Кардіоверсія                                                                               |                                 | Асистування                         | Purple tick                                                        |
| Постановка черезшкірного водія ритму                                                       |                                 | Асистування                         | Purple tick                                                        |
| Масаж каротидного синусу                                                                   |                                 |                                     | Purple tick                                                        |
| Забезпечення периферичного внутрішньовенного доступу                                       |                                 | Асистування                         | Purple tick                                                        |
| Забезпечення внутрішньокісткового доступу                                                  |                                 | Асистування                         | Purple tick                                                        |
| Апаратні дослідження                                                                       |                                 |                                     |                                                                    |
| Ручне вимірювання артеріального тиску                                                      | Purple tick                     | Purple tick                         | Purple tick                                                        |
| Апаратне вимірювання артеріального тиску                                                   | Purple tick                     | Purple tick                         | Purple tick                                                        |
| Пульсоксиметрія                                                                            |                                 | Purple tick                         | Purple tick                                                        |
| Вимірювання рівня глюкози глюкометром                                                      |                                 | Purple tick                         | Purple tick                                                        |
| Підключення електродів 3-х, 4-х та 12-ти контактного електрокардіографа або кардіомонітора |                                 | Асистування                         | Purple tick                                                        |
| Часткова інтерпретація даних електрокардіограми                                            |                                 |                                     | Purple tick                                                        |
| Забір крові на аналіз                                                                      |                                 |                                     | Purple tick                                                        |
| Застосування лікарських засобів                                                            |                                 |                                     |                                                                    |
| Фіксована доза в автоінжекторі                                                             | Purple tick                     | Purple tick                         | Purple tick                                                        |
| Допомога пацієнту прийняти медикаменти                                                     | Purple tick                     | Purple tick                         | Purple tick                                                        |
| Введення ліків                                                                             |                                 |                                     |                                                                    |
| — інгаляційно                                                                              | Допомога пацієнту               | Допомога пацієнту                   | Purple tick                                                        |
| — перорально                                                                               | Допомога пацієнту               | Допомога пацієнту                   | Purple tick                                                        |
| — назально                                                                                 | Допомога пацієнту               | Допомога пацієнту                   | Purple tick                                                        |
| — ректально                                                                                |                                 | Асистування                         | Purple tick                                                        |
| — внутрішньовенно                                                                          |                                 | Моніторинг                          | Purple tick                                                        |
| — внутрішньокістково                                                                       |                                 | Моніторинг                          | Purple tick                                                        |
| Контроль центрального венозного доступу                                                    |                                 |                                     | Моніторинг                                                         |
| Інше                                                                                       |                                 |                                     |                                                                    |
| Екстрена евакуація пацієнтів                                                               | Purple tick                     | Purple tick                         | Purple tick                                                        |
| Переміщення пацієнтів                                                                      | Purple tick                     | Purple tick                         | Purple tick                                                        |
| Мануальна стабілізація шийного відділу хребта                                              | Purple tick                     | Purple tick                         | Purple tick                                                        |
| Використання шийного комірця                                                               | Purple tick                     | Purple tick                         | Purple tick                                                        |
| Мануальна стабілізація кінцівок                                                            | Purple tick                     | Purple tick                         | Purple tick                                                        |
| Тракція кінцівок                                                                           |                                 | Асистування                         | Purple tick                                                        |
| Допомога при пологах                                                                       | Purple tick                     | Purple tick                         | Purple tick                                                        |
| Допомога при ускладнених пологах                                                           |                                 | Асистування                         | Purple tick                                                        |

## Канада
Згідно з Національним профілем професійної компетенції Асоціації парамедиків Канади (англ. National Occupational Competency Profile Paramedic Association of Canada) розрізняють наступні рівні підготовки спеціалістів:
- екстрений медичний реагувальник,
- парамедик первинної допомоги (англ. Primary Care Paramedic, PCP),
- парамедик розширеної допомоги (англ. Advanced Care Paramedic, ACP),
- парамедик інтенсивної терапії (англ. Critical Care Paramedic, CCP).

Загалом екстрений медичний реагувальник у Канаді навчається від 80 до 120 годин. Для роботи парамедиком первинної допомоги слід отримати диплом з парамедицини після навчання від 8 місяців до двох років. Аби стати парамедиком розширеної допомоги слід пройти додатковий рік навчання, а парамедикому інтенсивної терапії — ще один, сумарно — 4 роки.
Більшість працівників машин екстреної медичної служби є парамедиками. Проте в деяких випадках найбільш поширеним рівнем екстреної медичної допомоги на догоспітальному етапі є той, який надають ЕМР. Загалом для навчання ЕМР необхідно від 80 до 120 годин. Зазвичай ЕМР входять до штату станцій екстреної допомоги у сільській місцевості, громадських волонтерських служб екстреної медичної допомоги, пожежних відділків, відділків поліції тощо. Для багатьох малих громад без цього рівня сертифікації робота служби екстреної медичної допомоги, такої необхідної для деяких малих громад, була б неможливою. ЕМР по всій Канаді відіграють важливу роль у ланцюгу виживання. Це рівень практики, який є найменш складним (клінічно), і, як правило, не відповідає будь-яким медичним діям, окрім розширеної першої допомоги, подачі кисню і використання автоматичного зовнішнього дефібрилятора.
Цей рівень допомоги відповідає екстреному медичному техніку базового рівня У США.

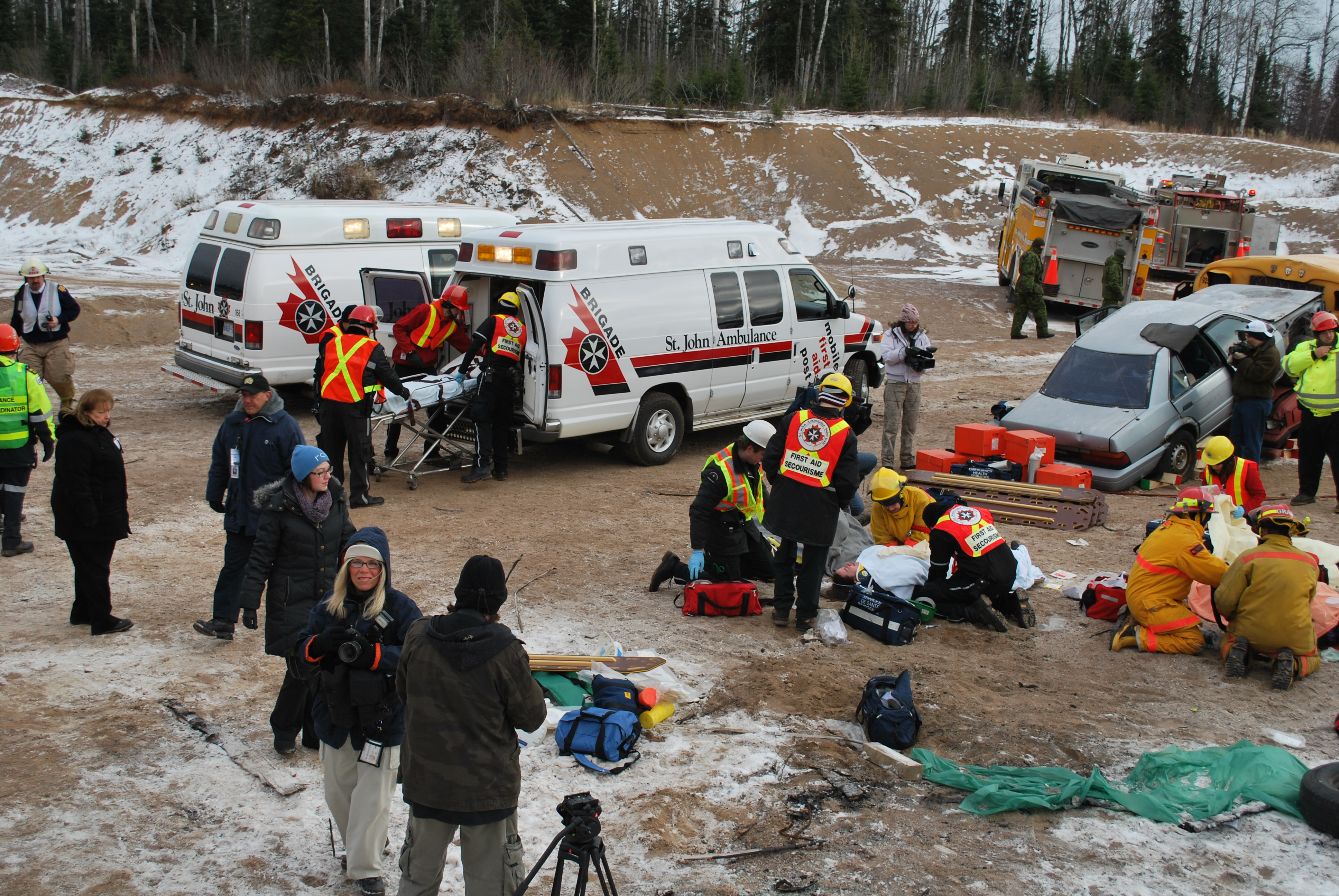
Екстрені медичні реагувальники з місцевих екстрених служб допомагають парамедикам під час навчань поряд із Тандер-Бей, Онтаріо, 2008

## США

### Історичні аспекти
Міністерство транспорту США усвідомило розрив між типовими 8-годинними навчаннями, необхідними для надання базової першої допомоги (відповідно до навчання Червоного хреста) та 180 годин, характерних для програми екстреного медичного техніка базового рівня (ЕМТ-В). Крім того, деякі сільські громади не могли дозволити собі повноцінну підготовку та досвідчених інструкторів, необхідних для повного курсу EMT. Перший курс навчання перших реагувальників почався у 1979 як відгалуження від курсу «Допомога при травмах внаслідок ДТП» («Crash Injury Management»).
У 1995 Міністерство транспорту США випустив посібник для проміжного рівня навчання, який називався «Перший реагувальник». Це курс можна було пройти за 24 — 60 годин. Важливо відзначити, що це навчання міг проводити EMT-В з деяким польовим досвідом. Такий ресурс могли використати багато волонтерських пожежних відділків, які проте не мали коштів та ресурсів для повного навчання ЕМТ. Навчання першого реагувальника покликане заповнити прогалину між першою допомогою та екстреними медичними техніками.
Американський Червоний Хрест проводить курс під назвою «Екстрене медичне реагування», що відповідає цьому визначенню.
У США термін «Екстрений медичний реагувальник» починаючи з 2012 уже витіснив терміни «Сертифікований перший реагувальник» або «Медичний перший реагувальник».
«Екстрений медичний реагувальник» — рівень сертифікації у екстреній медичній службі згідно з Національним реєстром екстрених медичних техніків. Він широко використовується в багатьох штатах, хоча часто зустрічаються і терміни «перший реагувальник» і «перший медичний реагувальник».
Станом на 2015, більшість штатів визнають рівень екстреного медичного реагувальника.

### Сфера діяльності
Екстрені медичні реагувальники (ЕМР) в Сполучених Штатах першими надають початкову екстрену допомогу на місці (поліцейські/пожежники/працівники рятувальних та пошукових служб) та допомагають екстреним медичним технікам та парамедикам, коли ті прибувають. Навички, дозволені на цьому кваліфікаційному рівні, включають в себе визначення життєвих показників, контроль кровотечі, вентиляція з позитивним тиском за допомогою мішка типу АМБУ, постановка ротоглоткового повітровода, подача кисню, відсмоктування рідини з рота, серцево-легенева реанімація (СЛР), використання автоматичного зовнішнього дефібрилятора (АЗД), шинування та надання допомоги в застосуванні основних лікарських засобів, таких як адреналін в автоінжекторі та пероральна глюкози. Їх також навчаю загортати, переміщати та транспортувати пацієнтів. У зв'язку з епідемією передозувань опіоїдами, в деяких штатах або регіонах ЕМР також навчають і дозволяють давати налоксон.

### Процедури відповідно до рівня сертифікації
Мінімальні рекомендації щодо навичок ЕМР визначені Національною адміністрацією безпеки дорожнього руху США і схвалені Національним реєстром екстрених медичних техніків. Кожен штат, регіон чи агенція можуть додавати або видаляти із цього списку те, що вони вважають за належне.
| Медична проблема             | Можливі дії екстреного медичного реагувальника |
| ---------------------------- | --- |
| Дихальні шляхи та дихання    | - Закидання голови-виведення підборіддя - Висування нижньої щелепи - Модифіковане виведення підборіддя - Ручне видалення причини обструкції верхніх дихальних шляхів - Оксигенотерапія нереверсивною маскою або носовою канюлею - Відсмоктування вмісту верхніх дихальних шляхів - Постановка ротогорлового повітроводу - Штучна вентиляція з позитивним тиском за допомогою мішка типу АМБУ |
| Оцінка                       | - Ручне вимірювання артеріального тиску |
| Фармакологічні втручання     | - Використання лікарських засобів у автоінжекторах для само- чи взаємодопомоги колезі (MARK I) - Оральна глюкоза (під медичним контролем) - Допомога у використанні автоінжектора з адреналіном (залежить від юрисдикції) |
| Екстрена допомога при травмі | - Ручна стабілізація шийного відділу хребта - Ручна стабілізація кінцівок - Зрошення очей - Використання шийного комірця - Прямий тиск - Зупинка кровотечі - Екстрене пересування пацієнтів у ситуаціях, що загрожують їх життю |
| Медична/серцева допомоги     | - Серцево-легенева реанімація - Використання автоматичного зовнішнього дефібрилятора (АЗД) - Допомога при неускладнених пологах (екстрене народження дитини) |

### Рятувальники
Відповідно до стандартів 1006 і 1670 Національної асоціації захисту від вогню (США) усі «рятувальники» для виконання будь-яких технічних рятувальний операції, включаючи розрізання самого автомобіля під час звільнення, мають проходити медичне навчання. Відповідно у будь-якій ситуації, де рятуванням займаються екстрена медична служба чи пожежники, рятувальники, що безпосередньо розрізають автомобіль, проводять порятунок на воді, тощо, мають кваліфікацію ЕМР, ЕМТ чи парамедиків, оскільки у більшості рятувальних операцій є пацієнти.

### Інші типи екстрених медичних реагувальників
Багато людей, які не потрапляють до раніше згаданих категорій, хочуть або отримують цей вид навчання, оскільки вони, швидше за все, першими опиняються на місці невідкладного стану або тому, що вони працюють далеко від медичних служб.
Перелік частини з цих інших екстрених медичних реагувальників:
- Реагувальники студмістечок та поліцейські студмістечок[en]
- Рятувальники на воді
- Лижний патруль[en]
- Рейнджери парку
- Працівники, що мають надавати першу допомогу
- Охоронники
- Персонал ЄДСЗР
- Персонал по перевезенню небезпечних вантажів
- Спортивні тренера[en]
- Плавці з аквалангами
- Тілоохоронці
- Визначені промислові або корпоративні працівники на великому об'єкті (промисловому або великому офісному приміщенні) або на віддаленому майданчику (нафтовий контейнер, риболовне чи комерційний судно)
- Пілоти загальної авіації та комерційні стюарти.

## Україна
В Україні відсутній термін «Екстрений медичний реагувальник», проте йому відповідають особи, які згідно зі статею 12 Закону України «Про екстрену медичну допомогу» зобов'язані надавати домедичну допомогу людині у невідкладному стані.
Відповідно в Україні є наступні рівні надання допомоги:
- Особи, зобов'язані надавати домедичну допомогу (відповідник ЕМР)
- Екстрені медичні техніки
- Парамедики
- Лікарі медицини невідкладних станів[13].

Особами, що зобов'язані надавати домедичну допомогу людині у невідкладному стані, є: рятувальники аварійно-рятувальних служб, працівники державної пожежної охорони, поліцейські, фармацевтичні працівники, провідники пасажирських вагонів, бортпровідники та інші особи, які не мають медичної освіти, але за своїми службовими обов'язками повинні володіти практичними навичками надання домедичної допомоги.
Також відповідно до статті 18 Закону України «Про Національну поліцію» поліцейські зобов'язані надавати невідкладну, зокрема домедичну і медичну, допомогу особам, які постраждали внаслідок правопорушень, нещасних випадків, а також особам, які опинилися в безпорадному стані або стані, небезпечному для їхнього життя чи здоров’я.

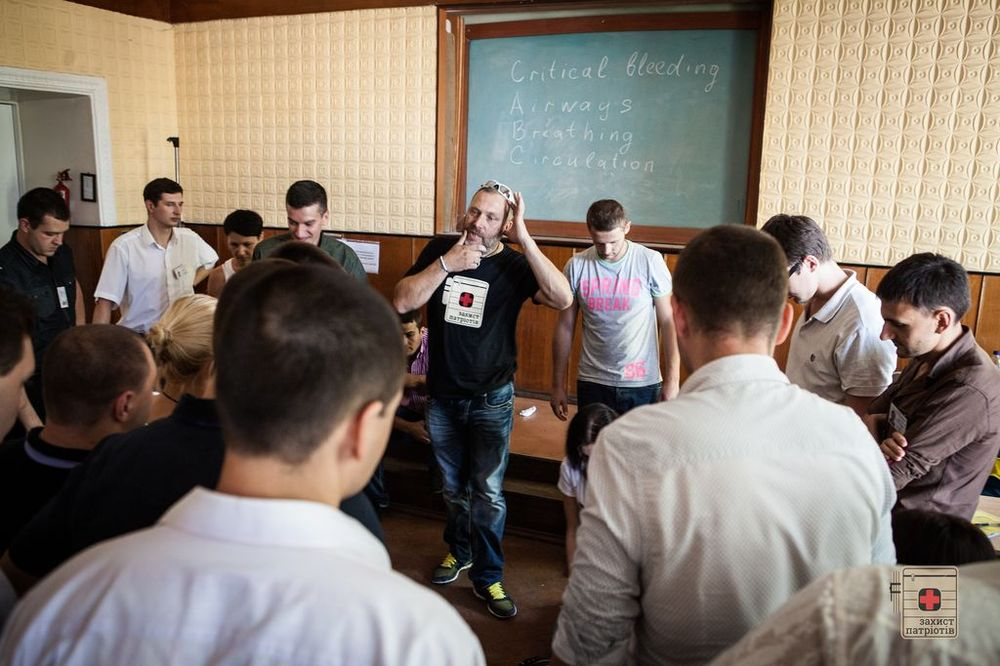
Навчання інструкторами Захисту Патріотів патрульних поліцейських домедичній допомозі.

Порядок підготовки осіб, що зобов'язані надавати домедичну допомогу визначено постановою Кабінету Міністрів України № 1115 від 21 листопада 2012 року.
Міністерство охорони здоров'я України у наказом від 29 березня 2017 року № 346 «Про удосконалення підготовки з надання домедичної допомоги осіб, які не мають медичної освіти» затвердило нові навчальні програми для підготовки таких осіб.
В Україні також проводяться курси, що за навичками відповідають ЕМР. Зокрема, ГО «Захист Патріотів» проводиться курс «Перший на місці події».

## Віддалені райони
Для допомоги при екстремальних невідкладних станах, екстрені медичні реагувальники отримують додаткове навчання щодо екстремальної медицини. Існує декілька рівнів сертифікації, паралельних вищезазначеним рівням, вони включають екстремального медичного реагувальника та екстремального екстреного медичного техніка.